# Pashke Marku
Pashke Marku (* 4. April 1999 in Zürich) ist eine kosovarisch-schweizerische Handballspielerin, die für den Schweizer Erstligisten HSC Kreuzlingen aufläuft.

## Karriere
Marku begann das Handballspielen im Alter von zehn Jahren beim HSC Kreuzlingen. Als 13-Jährige lief die Aussenspielerin schon in der U-19-Mannschaft des Vereins auf. Marku gehörte mit 14 Jahren dem Kader der 1. Mannschaft an, bei der sie ein Jahr später Stammspielerin wurde. Mit Kreuzlingen stieg sie 2016 in die SPAR Premium League 1 auf. Nachdem Kreuzlingen im Jahr 2018 abgestiegen war, schloss sie sich dem Erstligisten Spono Eagles an. Für Spono erzielte sie in der Saison 2018/19 37 Treffer in 20 Partien und gewann den Schweizer Cup. Zusätzlich war Marku weiterhin per Talentförderungslizenz für Kreuzlingen spielberechtigt. Aufgrund des hohen Trainings- und Reiseaufwandes, der sich nicht mit ihrer Ausbildung vereinbaren liess, entschloss sie sich ab März 2019 nur noch für Kreuzlingen aufzulaufen. Im selben Jahr kehrte Marku mit Kreuzlingen in die höchste Schweizer Spielklasse zurück.
Marku hatte ein Angebot für die Schweizer Nationalmannschaft aufzulaufen, jedoch entschied sie sich für den Kosovo zu spielen. Seit August 2017 gehört sie dem Kader der kosovarischen Nationalmannschaft an.